# Flora Batson

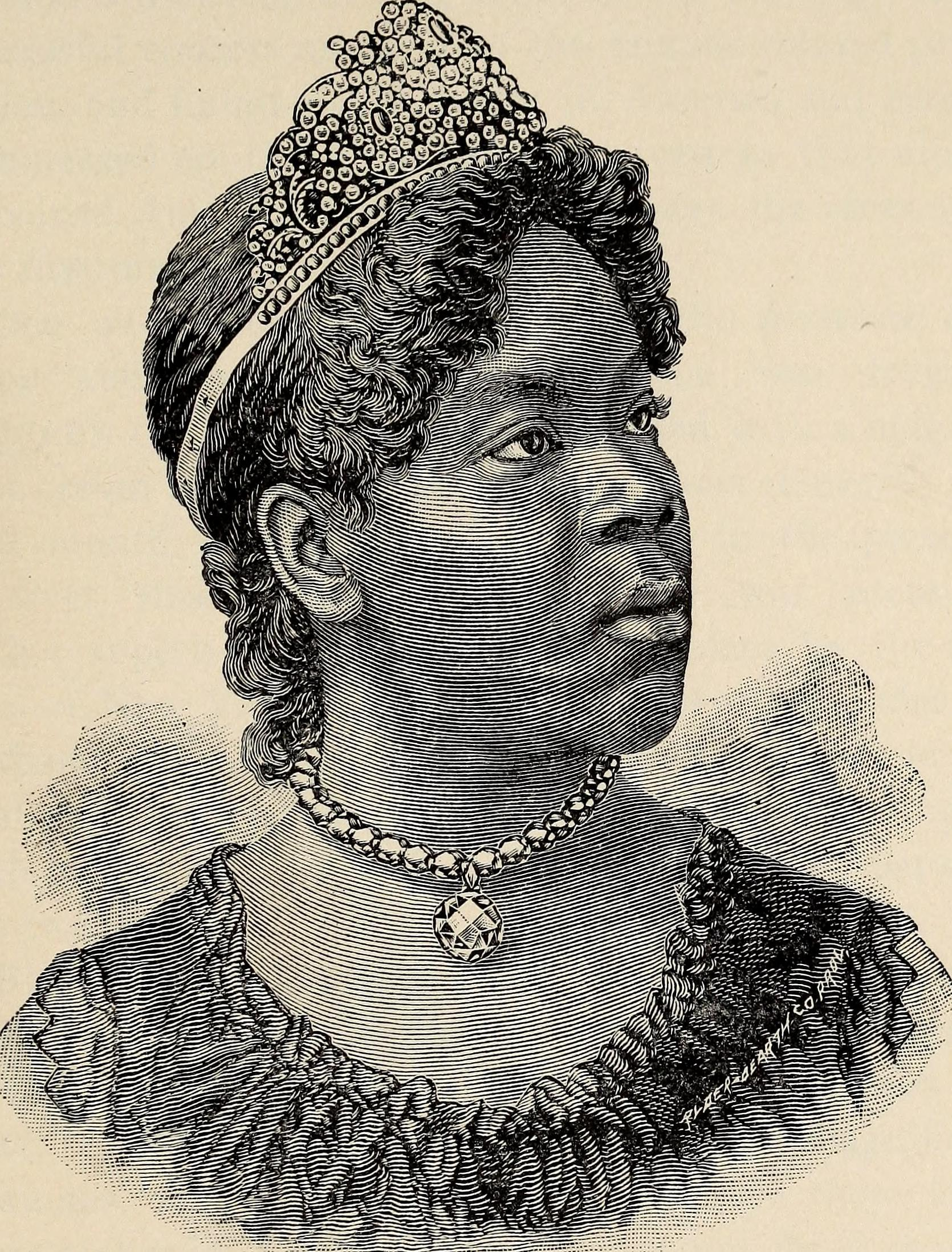
Flora Batson im Jahr 1893

Flora Marie Batson (* 16. April 1864 bzw. 1865 in Washington, D. C.; † 1. Dezember 1906 in Philadelphia) war eine US-amerikanische Sängerin und eine der ersten schwarzen Primadonnen. Für die ungewöhnliche Reichweite ihrer Stimme zwischen Mezzosopran und Bariton wurde sie als „doppelstimmige Königin des Lieds“ bezeichnet und galt zwischenzeitlich als größte Konzertsängerin ihrer Zeit. Auf ihren internationalen Tourneen trat sie u. a. vor Papst Leo XIII., Königin Victoria von England und Königin Liliʻuokalani von Hawai’i auf.

## Leben

### Karriere
Flora Batsons genaues Geburtsjahr ist unbekannt. Während einige Dokumente 1864 angeben, wurde in ihrer zeitgenössischen Kurzbiografie in dem Buch Women of distinction: remarkable in works and invincible in character das Jahr 1865 genannt. Ihre Mutter Mary A. Batson war verwitwet, da ihr Mann an Wunden aus dem Sezessionskrieg gestorben war. Sie brachte ihre Tochter im Jahr 1867 nach Providence in Rhode Island. Dort sang Batson während ihrer Kindheit und Jugend im Kirchenchor und ab 1878 zwei Jahre lang für das Storer College in Harper’s Ferry. Es folgten drei Jahre Gesang für die People's Church of Boston.
Obwohl Batson die Chance erhielt, mittels eines Stipendiums am Storer College Musik zu studieren, entschied sie sich stattdessen dafür, für den Sozialreformer Thomas Doutney und die Abstinenzbewegung zu singen. Auch ohne eine klassische Ausbildung verfügte sie über eine kräftige Stimme und hatte in den vergangenen Jahren praktische Erfahrungen gesammelt. Ihr Durchbruch kam während eines Auftritts im Jahr 1885 im New Yorker Freimaurertempel, wo sie die Aufmerksamkeit John G. Bergens erregte, des weißen Managers der schwarzen Bergen Star Concert Company. Nachdem Batson neunzig Nächte lang aufgetreten war und begeisterte Kritiken erhalten hatte, bot Bergen ihr eine Stelle in der Bergen Star Concert Company an und Batson etablierte sich rasch als führender Sopran in der Company.
Zu den Stücken, die Batson bei Auftritten sang, gehörten Auszüge aus Opern. Berühmt wurde sie jedoch für ihren Vortrag von Balladen und Volksliedern. Noch 1885 trat sie das erste Mal zusammen mit der jungen, noch unbekannten Sissieretta Jones auf und nahm möglicherweise eine Mentorenrolle für sie ein, auch wenn beiden später eine Rivalität nachgesagt werden sollte. Einer Quelle zufolge hatte sie zu diesem Zeitpunkt bereits eine Europatournee hinter sich. Die Reichweite ihrer Stimme zwischen Mezzosopran und Bariton brachte ihr die Bezeichnung „doppelstimmige Königin des Lieds“ ein. In der damaligen Zeit wurde der Begriff „doppelstimmig“ verwendet, wenn Singende sowohl eine klassisch weibliche als auch eine klassisch männliche Stimmlage beherrschten. Meist wurden auf diese Art von Einzelpersonen Duette gesungen. Auch Flora Batson griff auf diese Methode zurück und war bekannt dafür, sich überrascht umzuschauen, wenn sie während eines Auftritts zum ersten Mal im Bariton sang.
Im Dezember 1887 wurde Batson in Philadelphia vor einem großen Publikum zur „Königin des Lieds“ ernannt und erhielt ein mit Edelsteinen besetztes Diadem. Einen Monat später erhielt sie in New York eine prächtige Kette mit einem Diamantanhänger zum Geschenk. Mit der Bergen Star Company bereiste Batson ab dem Herbst 1888 für drei Jahre die Vereinigten Staaten und wurde überall begeistert empfangen. Die Zeitungen feierten sie als „die schwarze Jenny Lind“ und die Pittsburgh Commercial Gazette schrieb über einen ihrer Auftritte:

„Flora Batson, bekannt als die größte farbige Sängerin der Welt, erregte am gestrigen Abend solches Aufsehen in der Old City Hall, dass, bevor das Programm auch nur zur Hälfte abgeschlossen war, die Begeisterung so groß wurde, dass Bravorufe aus allen Ecken des Hauses drangen. Viele Menschen erhoben sich, der tobende Applaus war ohrenbetäubend und rundete nicht nur die Vollendungen der Stücke ab, sondern brach spontan in jedem Zwischenspiel aus. Die Sängerin war sicherlich ein Wunder. Ihre Stimme zeigte eine Reichweite von drei Oktaven, vom reinsten, klaren Sopran, süß und voll, bis hin zu den reichen, runden Noten des Baritons.“

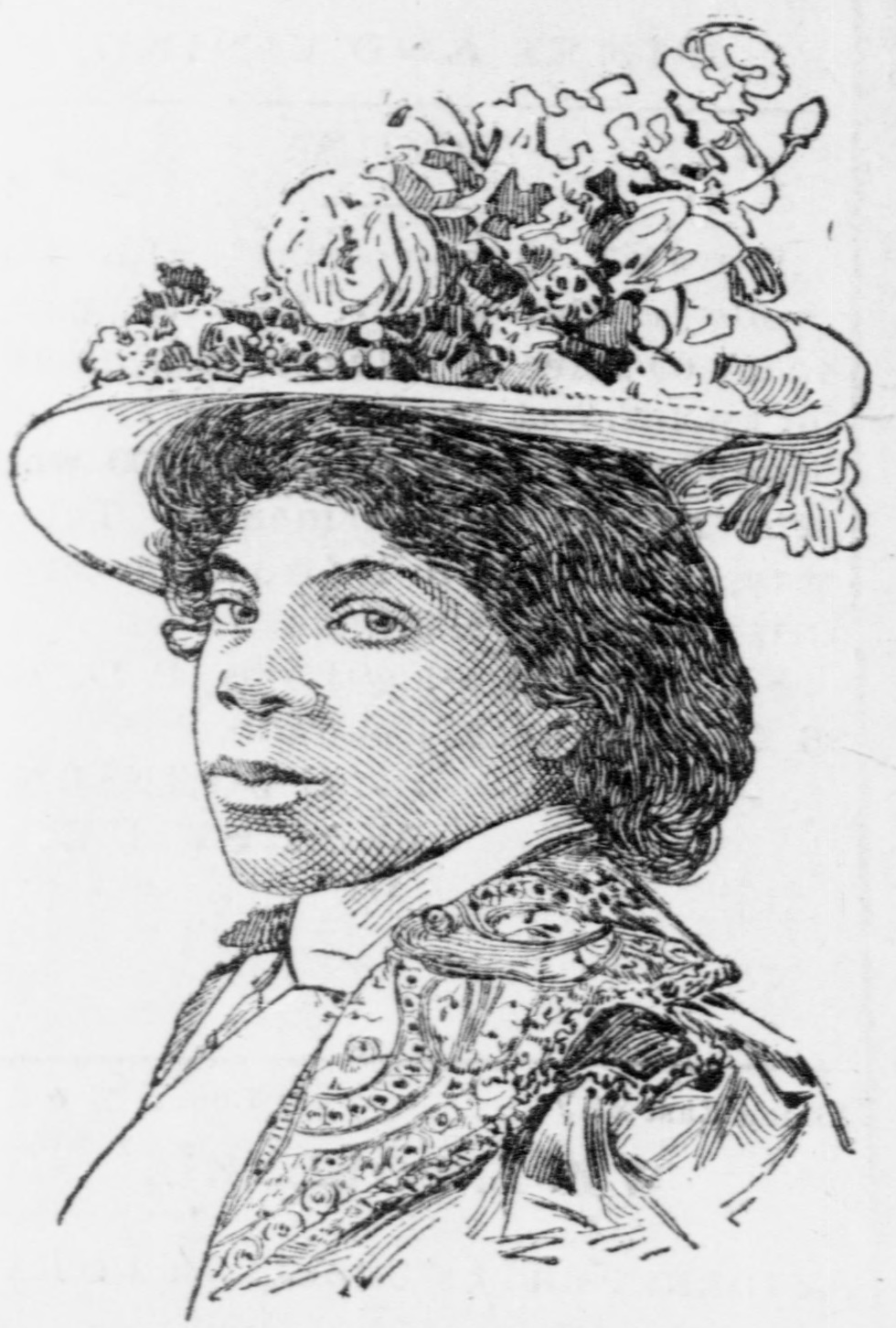
Flora Batson, Zeichnung von 1903 aus der Zeitung The Colored American

Am 21. November 1889 war Flora Batson vermutlich die erste schwarze Künstlerin, die im Spurgeon Opernhaus in Santa Ana auftrat. Von San Francisco aus reiste sie nach Hawai’i, um vor Königin Liliʻuokalani aufzutreten. Auf der Überfahrt nach Honolulu litt Batson allerdings zwanzig Tage lang unter so schwerer Seekrankheit, dass der Schiffsarzt um ihr Leben fürchtete. Einem internationalen Publikum wurde sie durch Tourneen nach Fidschi, Indien, China und Japan bekannt. Auch bereiste sie Europa, wo sie u. a. vor Papst Leo XIII. und Königin Victoria von England auftrat. Einer Quelle zufolge ergriff Königin Victoria nach Batsons Auftritt die Hand der Sängerin und rief: „Mein Kind, dies ist das Werk des Allmächtigen. Du bist wahrlich eine Abgängerin des Instituts, über das Er gebietet, der das Universum regiert.“
1896 starb Bergen, womit für Batson auch eine berufliche Veränderung einherging. Eine Weile ging sie noch gemeinsam mit der McAdoo Concert Company auf Tournee nach Afrika und Australien, wo sie ebenfalls große Erfolge feierte. Dennoch blieben auch rassistische Diskriminierungen nicht aus. So wurde nach dem Tod ihres Managers McAdoo versucht, ihr aufgrund ihrer Hautfarbe auf der Reise von Australien zurück nach Amerika eine Fahrkarte für die dritte Klasse zu geben. Erst nach Diskussionen erhielt sie schließlich eine Überfahrt in der ersten Klasse. Auch war sie zwischenzeitlich gezwungen, ihren Schmuck zu verpfänden, um die gestrandeten Mitglieder ihrer Company nach Hause zu bringen. Berichten zufolge hatte sich obendrein ihre Stimme nach der Australienreise verschlechtert, so dass sie neben anderen schwarzen Sängerinnen wie Sissieretta Jones zu verblassen begann.

### Privatleben
Am 13. Dezember 1887 heiratete Batson ihren weißen Manager John G. Bergen. Einer Quelle zufolge war er bereits ihr zweiter Ehemann, allerdings ist die Identität eines eventuellen ersten Ehemanns unbekannt. Eine gemischte Ehe war in der Zeit der Rassentrennung so ungewöhnlich, dass „hunderte Zeitungen in Amerika und Europa den kühnen Trotz gegen die amerikanische Einstellung, die Rassen sollten sich nicht verheiraten, kommentierten.“ Auch die schwarze Gemeinde schien anfangs skeptisch zu sein, da es in einem Zeitungsbericht hieß, sie „vergaben ihr schließlich, einen Weißen geheiratet zu haben“. Die Ehe blieb kinderlos, allerdings hatte Bergen bereits einen Sohn aus erster Ehe. 
Obwohl es sich Zeitgenossen zufolge um eine Liebesheirat handelte, profitierten beide Partner von der Ehe. Batsons Erfolg machte die Bergen Star Concert Company berühmt und durch seine Kontakte konnte Bergen für sie Konzerthallen buchen, die Schwarzen bislang versperrt geblieben waren. Allerdings vertraute Batson ihm ihre sämtlichen Gagen an, was zu Spannungen zwischen ihrer Mutter und Bergen führte. Tatsächlich gab Bergen letztendlich ihr Geld für die Ausbildung seines Sohnes aus und mietete ein Haus lediglich an, statt es entsprechend den Wünschen seiner Frau zu kaufen. Als er aufgrund gesundheitlicher Schwierigkeiten keine neuen Auftritte für Batson buchen konnte, stand sie zwischenzeitlich nahezu mittellos da. Daraufhin lebten die Eheleute bis kurz vor Bergens Tod getrennt.
In zweiter Ehe heiratete Batson den schwarzen Bassisten Gerard Millar, mit dem sie häufig zusammen auftrat. Als das Interesse an schwarzen Konzertsängerinnen nachließ, gingen viele von Batsons Kolleginnen ins Vaudeville oder in den Musikunterricht. Batson entschied sich stattdessen, für Wohltätigkeitseinrichtungen und religiöse Organisationen zu singen. Am 29. November 1906 gab sie ihr letztes Konzert in der Bethel African Methodist Episcopal Church in Philadelphia. Zwei Tage später starb sie dort unerwartet „nach zweistündiger Krankheit“.